# Taexali
I Taexali (greco antico:Ταίξαλοι) o Taezali (greco antico: Ταίζαλοι) erano un popolo della costa orientale dell'antica Scozia, noti solo tramite una citazione nella Geografia di Claudio Tolomeo (c. 150 d.C.), dove il loro centro principale viene chiamato "Devana" (Banchory). Tolomeo cita un "Promontorio dei Taexali" (greco antico: Ταίξαλον ἄκρον), forse Buchan Ness o Kinneird Head.